# Heljarpasjön
Heljarpasjön är en sjö i Halmstads kommun i Halland och ingår i Nissans huvudavrinningsområde.